# برج پی‌بی‌کام
برج پی‌بی‌کام (انگلیسی: PBCom Tower) ساختمان اداری ۵۲ طبقه مستقر در شهر ماکاتی، فیلیپین است، که در سال ۲۰۰۰ احداث گردید.